# Conan I. (Bretagne)
Conan I. († 27. Juni 992 in der Schlacht von Conquereuil), genannt der Unrechte (le Tort), war der Sohn von Juhel-Berengar, Graf von Rennes; er folgte seinem Vater 970 und war ab 990 Herzog der Bretagne.
Nachdem er sich der Vormundschaft durch Wicohen, Erzbischof von Dol-de-Bretagne entledigt hatte, ergriff er im Bündnis mit Orscand, dem Bischof von Vannes (970–992) die Herrschaft über die Grafschaft Vannes. Er schlug die Grafen von Nantes Hoël I. und Guérech, unterwarf schließlich 990 die Grafschaft nach dem Tod des jungen Grafen Alain, und proklamierte sich anschließend zum Herzog. Fulko Nerra, der neue Graf von Anjou war über die Entwicklung im Westen seines Machtbereichs beunruhigt. Er griff Conan an und tötete ihn 992 in der Schlacht von Conquereuil.
Conan I. gilt als Begründer des Hauses Rennes in der Folge der bretonischen Herzogsdynastien. Er wurde in der Abteikirche von Mont-Saint-Michel beigesetzt.
Aus seiner Ehe mit Ermengarde, einer Tochter des Grafen Gottfried I. von Anjou hatte er mindestens vier Kinder:
- Gottfried I. (Geoffroi I.) († 1008);
- Judicaël († 13. Juni 1037), 992 Bischof von Vannes;
- Catualon, 1019–1040 Abt von Saint-Sauveur de Redon;
- Judith († 1017), ⚭ Herzog Richard II. von der Normandie.

### Primärquellen
- Chronique de Nantes, Présentée et annotée par René Merlet (Gallica)
- Rodulfus Glaber, Chronique de l’an Mil, Collection Sources de l’Histoire de France, Éditions Paleo, Paris 2002, ISBN 2913944132, Kapitel 3 De Conan duc des Bretons et de Foulques comte des Angevins, S. 51–53.
- Richer de Reims, Histoire de Richer en IV livres, Übersetzung A-M Poinsignon, Reims 1855, Buch IV Kapitel XLXXII-XLXXXVI.

### Sekundärquellen
- André Chédeville, Noël-Yves Tonnerre, La Bretagne féodale XIe–XIIIe siècle, Ouest-France, Université Rennes, 1987, ISBN 9782737300141
- Arthur de La Borderie, Histoire de Bretagne, Band 2, Neuausgabe von Joseph Floch Imprimeur Éditeur à Mayenne, 1975, Lutte de la maison de Rennes contre la maison de Nantes, S. 419–439
- Noël-Yves Tonnerre, Naissance de la Bretagne, Presses de l’Université d’Angers, 1994, ISBN 9782903075583
- Joëlle Quaghebeur, Bernard Merdrignac (Hrsg.), Bretons et Normands au Moyen Âge. Rivalités, malentendus convergences, Presses Universitaires de Rennes; Rennes 2008, ISBN 9782753505636
- Hubert Guillotel, Actes des duc de Bretagne (944–1148), Presses universitaires de Rennes, Rennes 2014, ISBN 9782753534988

| Vorgänger | Amt                         | Nachfolger   |
| --------- | --------------------------- | ------------ |
| —         | Herzog von Bretagne 990–992 | Gottfried I. |

| Personendaten    | Personendaten            |
| ---------------- | ------------------------ |
| NAME             | Conan I.                 |
| ALTERNATIVNAMEN  | Conan der Unrechte       |
| KURZBESCHREIBUNG | Herzog von Bretagne      |
| GEBURTSDATUM     | 10. Jahrhundert          |
| STERBEDATUM      | 27. Juni 992             |
| STERBEORT        | Schlacht von Conquereuil |